# Schiffshebewerk Rothensee

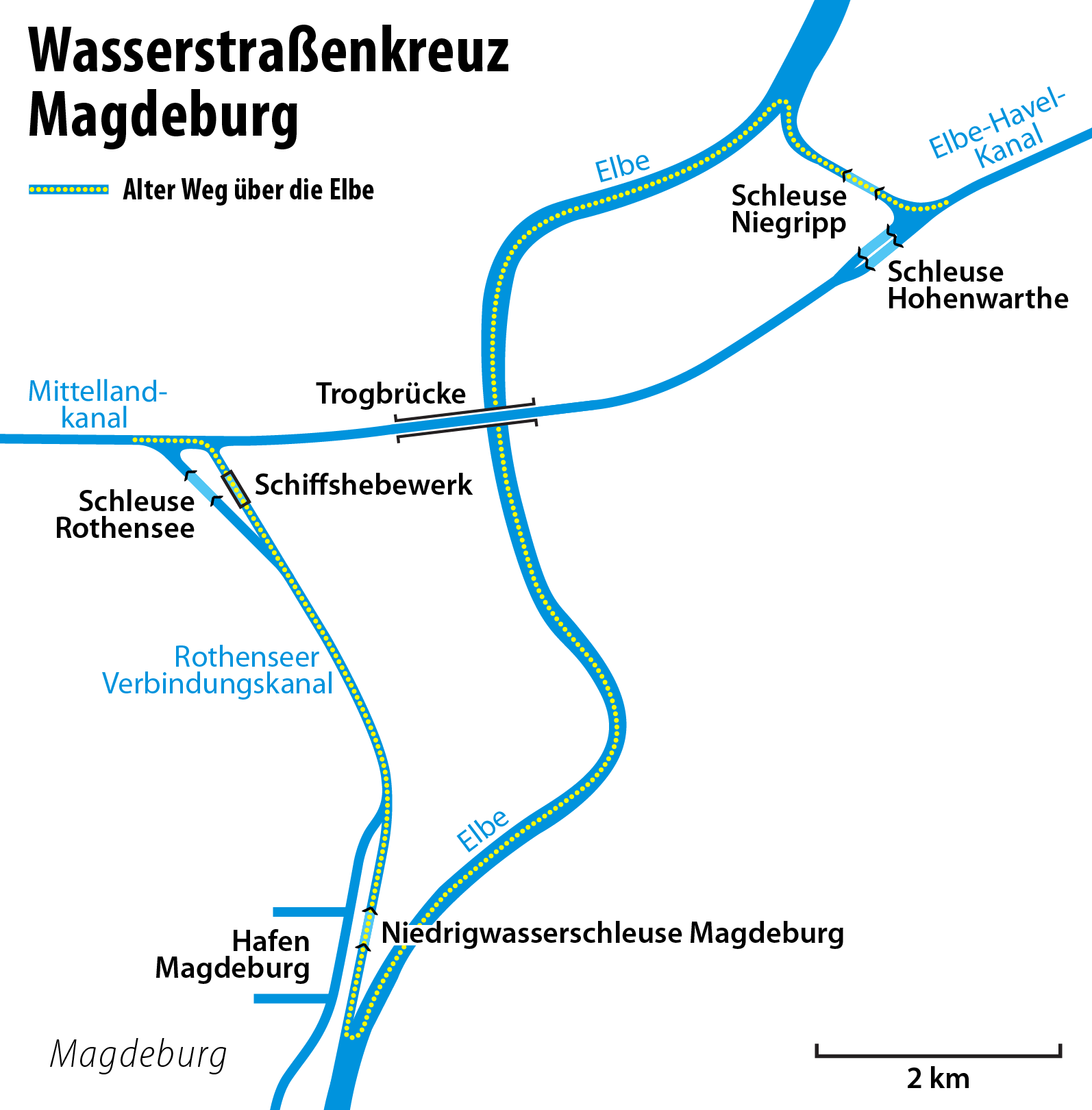
Lage des Hebewerks

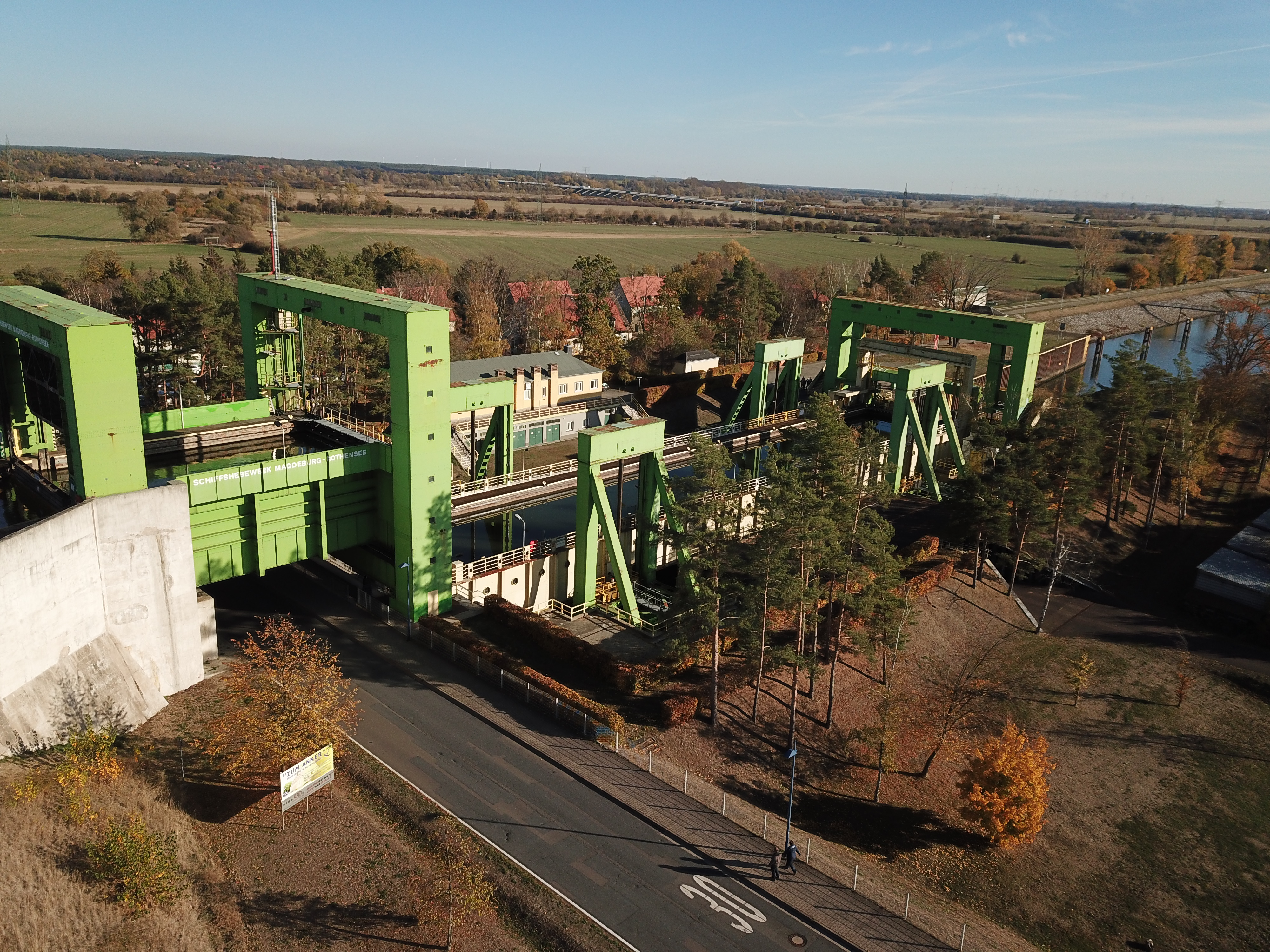
Schiffshebewerk Rothensee

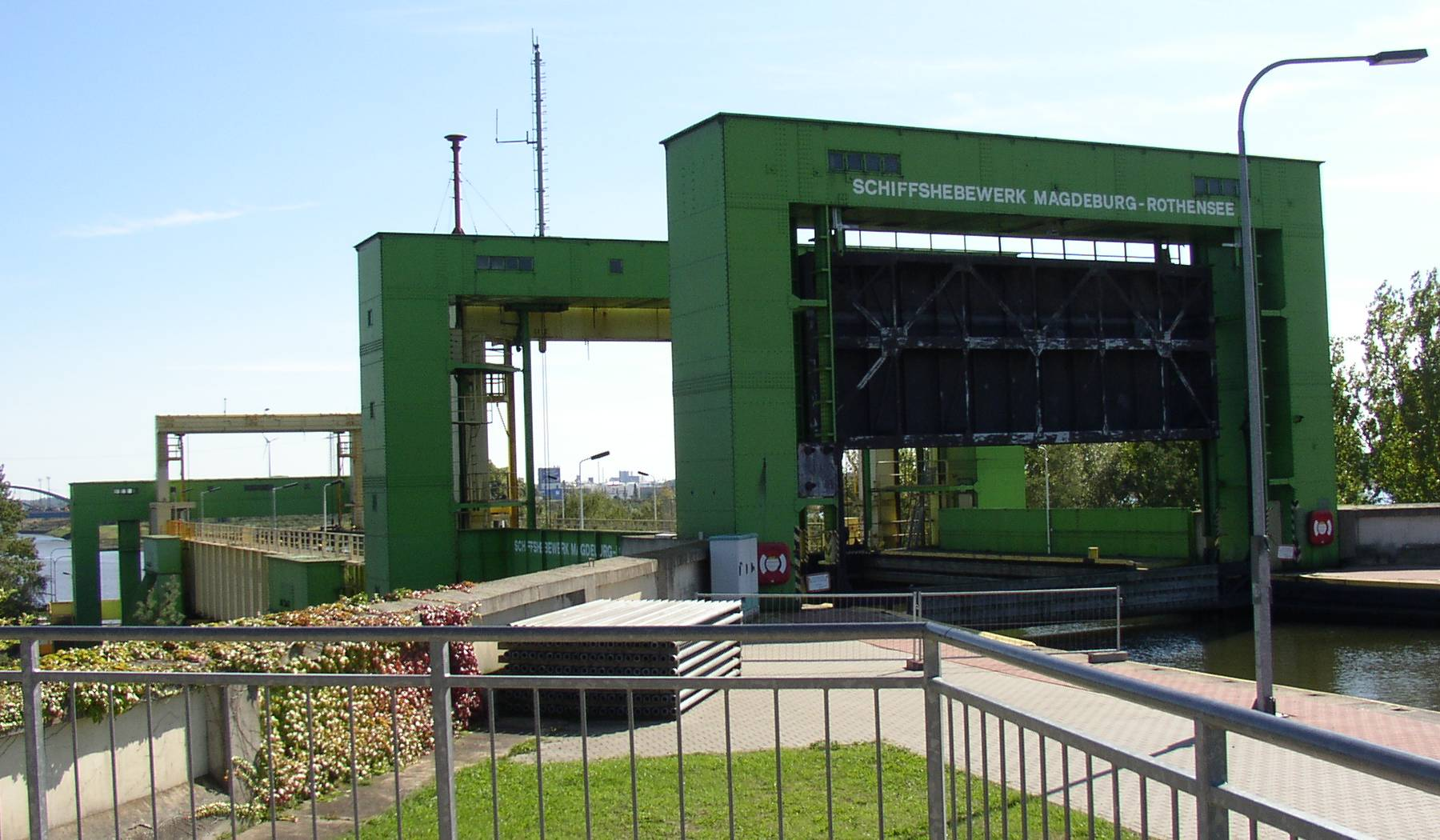
Schiffshebewerk Rothensee

Das Schiffshebewerk Rothensee befindet sich im Norden von Magdeburg und überbrückt den Höhenunterschied zwischen dem Mittellandkanal und dem Rothenseer Verbindungskanal, der die Verbindung mit der Elbe und dem Magdeburger Hafen herstellt. Das Schiffshebewerk ist eigentlich überflüssig, aber es wird als technisches Denkmal weiterbetrieben.

## Bedeutung
Schon zum Baubeginn in den 1930er Jahren war auch eine Trogbrücke über die Elbe geplant. Sie wurde jedoch vor dem Zweiten Weltkrieg nicht mehr fertiggestellt. In der DDR-Zeit wurde diese Planung auch nicht mehr weiter verfolgt. Erst im Zuge der Verkehrsprojekte Deutsche Einheit (VDE) wurde sie als Wasserstraßenkreuz Magdeburg errichtet (VDE Nr. 17). Ursprünglich war das Schiffshebewerk daher nur als Anbindung der Elbe und Saale an den Mittellandkanal gedacht. Durch die über mehr als sechs Jahrzehnte nicht stattfindende Überbrückung der Elbe erhielt das Schiffshebewerk eine deutlich größere Bedeutung. Der gesamte Schiffsverkehr aus den Industriezentren Westeuropas nach West-Berlin passierte das Schiffshebewerk.
Durch die Fertigstellung der parallelen Sparschleuse Rothensee im Jahr 2001, die auch für größere Schiffstypen ausgelegt ist, verlor das Schiffshebewerk seine verkehrstechnische Bedeutung. Zunächst blieb es als technisches Denkmal in Betrieb. Der Bundesrechnungshof mahnte die Unrentabilität des Schiffshebewerkes bei Parallelbetrieb an. Aus diesem Grunde war der Betrieb des Schiffshebewerks zwischen Ende 2006 und August 2013 eingestellt, wobei es Pläne gab, die Schwimmerschächte zuzubetonieren und somit eine Wiederinbetriebnahme unmöglich zu machen. Eine intensive Kampagne in und um Magdeburg hat dazu geführt, dass diese Pläne nicht umgesetzt wurden.
Am 24. August 2013 wurde das Schiffshebewerk wieder in Betrieb genommen.

## Technik

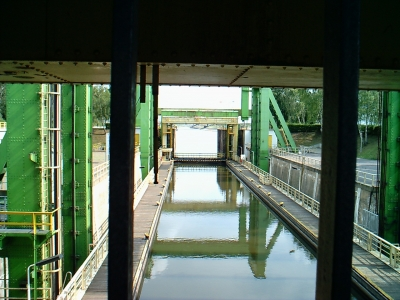
Trog des Schiffshebewerks

Das Schiffshebewerk hat bei normalen Wasserständen einen Höhenunterschied von 16 Metern auszugleichen. Je nach Wasserstand der Elbe kann der Wert jedoch zwischen 11 und 18 Metern schwanken. Die Hubzeit beträgt 3 Minuten. Die gesamte Abfertigung mit Einfahren des Schiffes, Schließen und Öffnen der Tore benötigt etwa 20 Minuten. Täglich können etwa 70 Schiffe mit einer Gesamtlast von 45.000 Tonnen transportiert werden. Die zulässige Schiffsgröße beträgt 1.000 Tonnen.

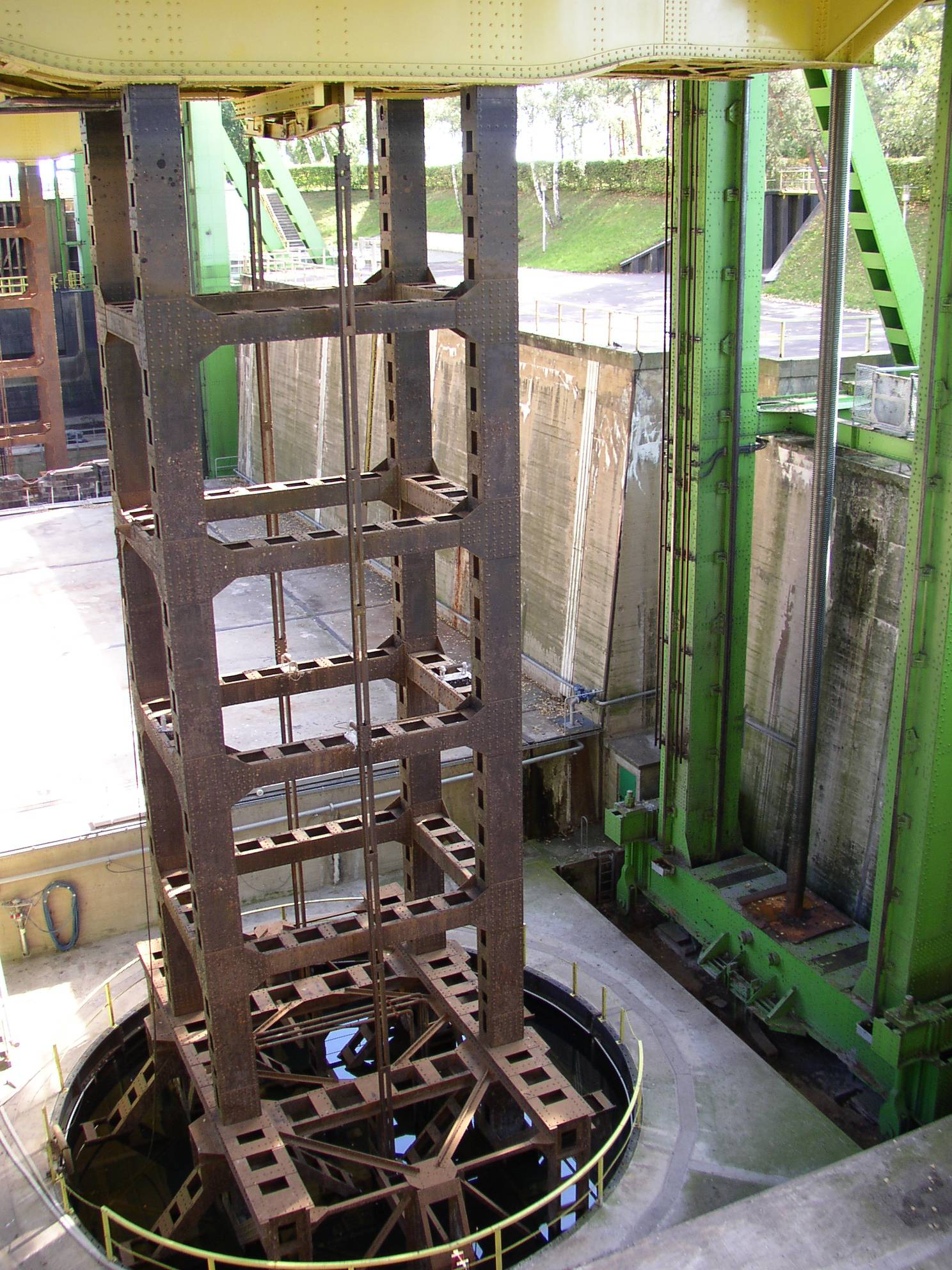
Rechts eine der Gewindespindeln

Die Konstruktionsweise des Schiffshebewerks Rothensee ist die eines Schwimmerhebewerks, vergleichbar mit dem Schiffshebewerk Henrichenburg. Sie beruht auf den patentierten Plänen von Rudolf Mussaeus.
Der 85 Meter lange und 12,2 Meter breite Trog des Schiffshebewerks wird durch zwei 36 Meter hohe Tauchschwimmkörper mit einem Durchmesser von 10 Metern in der Schwebe gehalten. Die Schwimmkörper tauchen in zwei 60 Meter tiefe Tauchschächte ein, sie liegen dabei immer vollständig unter Wasser. Die Schwimmkörper sind in drei Kammern geteilt. Jede Kammer ist ihrer Tauchtiefe entsprechend mit Druckluft gefüllt, um eine Implosion zu verhindern. Der Auftrieb dieser Schwimmkörper sorgt dafür, dass ein Gleichgewicht zum 5.400 Tonnen schweren Trog, inklusive Schiffs- bzw. Wasserlast, entsteht. Die Bewegung des Trogs erfolgt über vier Gewindespindeln mit einer Länge von 27,30 m und 42 cm Durchmesser, an denen der Trog elektrisch auf- und abbewegt wird. Durch das zwischen Trog und Schwimmkörpern bestehende statische Gleichgewicht ist für die Bewegung nur die Massenträgheit und die Reibung sowie der wechselnde Auftrieb der stützenden Gerüste zu überwinden. Die Leistung für die Hubbewegung liegt daher unter 500 kW. Die um die vier feststehenden Spindeln rotierenden Gewindeblöcke werden von acht 44 kW-Elektromotoren bewegt.
Diese Bauweise war gewählt worden, da zum Zeitpunkt der Errichtung der Anlage eine Schleuse über diesen Höhenunterschied technisch noch nicht zu realisieren war. Außerdem sparte man so Pumpkosten. Die heute parallel bestehende Schleuse muss im Laufe eines Jahres bis zu 110 Mio. m³ Wasser zurück pumpen. Dies entspricht in etwa dem gesamten Inhalt der Rappbode-Talsperre. Die Pumpkosten betragen nach den heutigen Stromkosten pro Schleusung ca. 400 Euro. Das Schiffshebewerk benötigt für eine Berg- oder Talfahrt lediglich 5 Euro.
Die Gesamthöhe des Schiffshebewerks, gemessen von der Sohle der unterirdischen Schwimmschächte bis zu den oberen Querträgern, beträgt 97,21 m. Der Wasserstand im Trog beträgt normalerweise 2,50 m.

## Bau und Geschichte

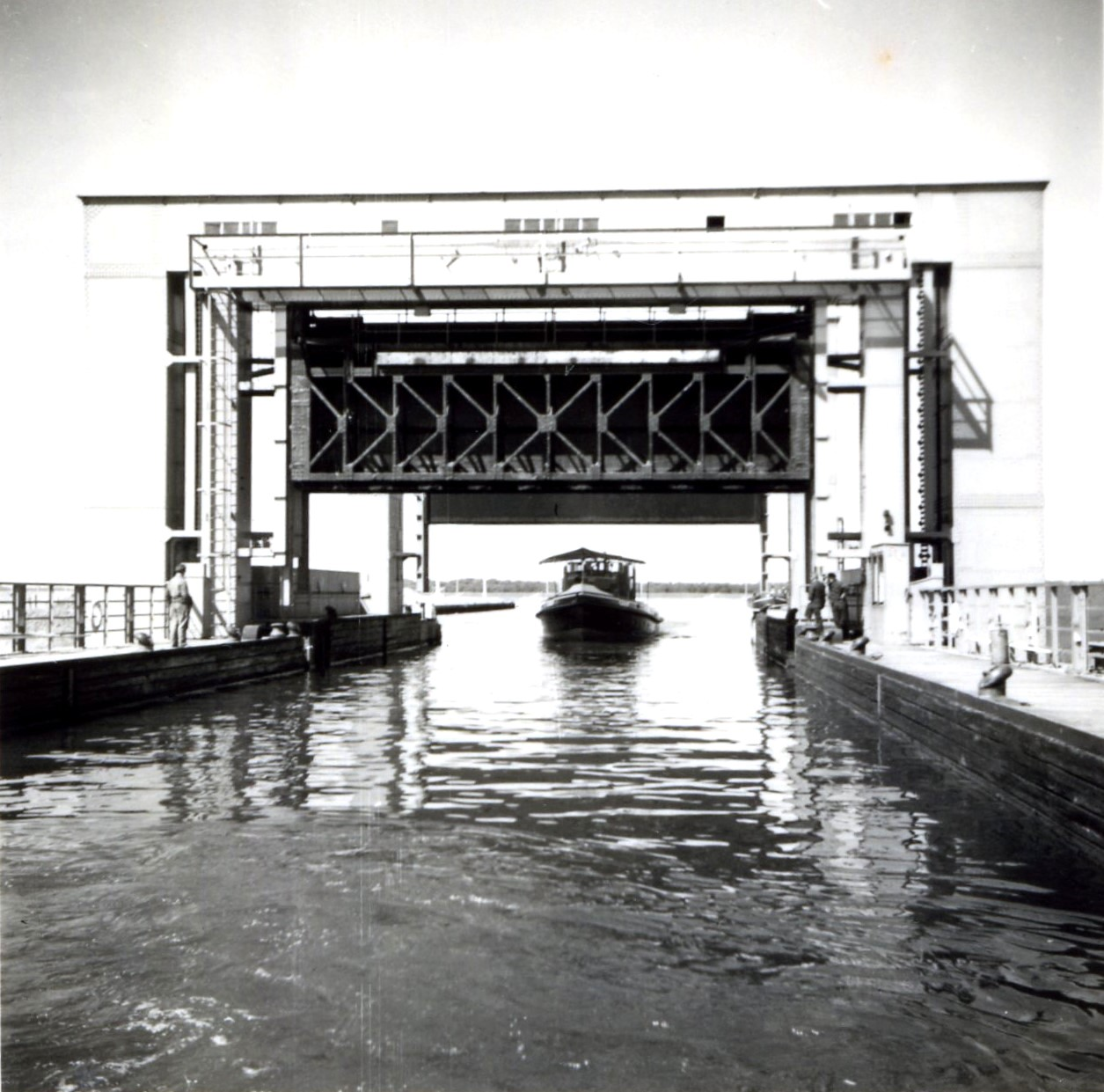
Schiffshebewerk Rothensee im Jahr 1938

Zum Bau der 1938 eingeweihten Anlage wurden 225.000 m³ Erde bewegt und 55.000 m³ Beton benötigt. Am Bau waren neben dem Magdeburger Friedrich Krupp AG Grusonwerk die Gutehoffnungshütte Oberhausen (Werk Sterkrade), das MAN-Werk Gustavsburg und die Siemens-Schuckertwerke beteiligt. In unmittelbarer Nachbarschaft zum Schiffshebewerk entstand die Werkssiedlung Siedlung Schiffshebewerk.
In den ersten 50 Jahren des Bestehens wurden circa 730.000 Trogfahrten durchgeführt, ohne dass es zu größeren Störungen gekommen wäre. In den Jahren 1980/1981 erfolgte über 18 Monate eine Generalreparatur.